# Fangelsbach
Der Fangelsbach ist ein etwa anderthalb Kilometer langer rechter Zufluss des Nesenbachs im Stadtgebiet von Stuttgart. 

## Name
Der Name zu Famelspach erscheint erstmals 1286. 1451 wird er als Vangelspach, 1472 Fangelspach erwähnt. Der Volkskundler Helmut Dölker führt die Bezeichnung auf einen Personennamen Famel zurück.

## Verlauf
Der Fangelsbach entsteht durch die Vereinigung dreier Rinnsale aus der Wernhalde zwischen Bopser und Degerloch unterhalb der Neuen Weinsteige.
Er verläuft heute in einer Rohrleitung in nördlicher Richtung parallel zur Immenhofer Straße, kreuzt dann die Hauptstätter Straße und läuft danach unter der Paulinenbrücke entlang. Etwas südlich der Tübinger Straße biegt er nach rechts ab, unterfließt noch die Paulinenstraße und mündet schließlich nach 1,6 Kilometern unterirdisch verrohrt von rechts in den Nesenbach. 
Der Fangelsbach ist wie der Nesenbach weitgehend verdolt und im bebauten Bereich nicht mehr sichtbar. An ihn erinnern nur noch Namen wie die Fangelsbachstraße und der Fangelsbachfriedhof. Die heutige Heusteigschule trug früher den Namen Fangelsbachschule.

## Historisches
Am 16. Juni 1914 ging über Stuttgart ein schweres Gewitter mit Starkregen nieder. Zwischen Cotta- und Fangelsbachstraße, erwies sich der Schachteinlauf des Fangelsbach für die Aufnahme des Regenwassers als zu eng. Die Wassermassen überschwemmten daraufhin die Heusteigstraße und suchten ihren Weg durch die Cotta- und Hauptstätterstraße bis zum Lindenhof. Unzählige Keller, Lagerräume und Werkstätten standen unter Wasser. Die Straßen waren unpassierbar. Als Folge des schweren Hochwassers beschloss man den Fangelsbach in diesem Bereich zu verdolen.